# Зотеев, Олег Владимирович
Олег Владимирович Зотеев (узб. Oleg Zoteyev; род. 5 июля 1989, Алмалык, Ташкентская область) — узбекистанский футболист, полузащитник клуба «Андижан» и национальной сборной Узбекистана.

## Карьера
Олег Зотеев начал свою профессиональную карьеру в 2008 году в составе ташкентского «Пахтакора», за который играл до конца 2009 года. В 2010 году он перешёл в «Алмалык». За два сезона, проведённых в составе «Алмалыка», он сыграл в 89 матчах и забил 14 голов.
В 2013 году на него обратил внимание главный тренер «Бунёдкора» Мирджалол Касымов, и вскоре Зотеев перешёл в «Бунёдкор». Провёл в составе «ласточек» 44 матча и забил 8 голов.
В составе национальной сборной Узбекистана Олег Зотеев играет с 2012 года, провёл в составе сборной 12 матчей и забил один гол.

## Достижения
«Пахтакор»
- Вице-чемпион Узбекистана: 2008, 2009
- Обладатель Кубка Узбекистана: 2009
- Финалист Кубка Узбекистана: 2008

«Бунёдкор»
- Чемпион Узбекистана: 2013
- Обладатель Кубка Узбекистана: 2013
- Финалист Кубка Узбекистана: 2014
- Обладатель Суперкубка Узбекистана: 2013